# Škofija Padova
Škofija Padova (latinsko Dioecesis Patavina) je ena izmed škofij Rimskokatoliške cerkve v Italiji, katere sedež se nahaja v Padovi.

## Zgodovina
Škofija je bila ustanovljena v 3. stoletju.

## Organizacija
Škofija je trenutno del metropolije Benetke.
Zajema površino 3.297 km², ki je razdeljena na 459 župnij.